# 창리층
창리층(PZocch; Changri Formation, 倉里層)은 대한민국 옥천 습곡대 내 분포하는 옥천 누층군의 변성퇴적암 지층이다. 창리층은 보은군 내북면 창리를 표식지로 하여 김옥준(1970)에 의해 최초로 명명되었으며 충청북도 청주시, 보은군, 옥천군, 대전광역시, 충청남도 금산군 등지에 분포한다. 

## 개요
옥천 누층군은 옥천 습곡대에 발달하는 변성퇴적암 지층으로, 심한 변형 작용을 받아 화석이 거의 없고 구조적 해석이나 방사능 절대연령 측정도 어려워 아직까지도 그 형성 시기와 조선 누층군과의 관계가 명확하게 밝혀지지 않았다. 옥천 누층군의 퇴적 시기에 대해서는 선캄브리아기라는 주장과 캄브리아기 이후라는 두 가지 주장이 대립하고 있다. 충주(1965), 황강리(1965), 제천(1967) 지질도폭에서 옥천 누층군은 시대 미상의 암석으로 분류되었으나, 장기홍(1972)은 충주시의 향산리 돌로마이트질 석회암층에서 고배류(古盃類; Archeocyatha) 화석을 발견하였고 이에 따라 계명산층을 선캄브리아기로, 향산리 돌로마이트층, 대향산 규암층, 문주리층 및 창리층을 조선 누층군에 대비하였으며 이재화 외(1989)는 황강리층에서 오르도비스기에 해당하는 코노돈트 화석을 발견하여 적어도 옥천 누층군의 일부는 고생대에 해당한다는 주장도 제기되었다. 클루젤 외(1991, 1992)는 옥천 누층군과 조선 누층군의 지층들은 동일 시대의 지층으로, 두 누층군의 암상의 차이는 분지의 깊이에 따른 횡적 퇴적상의 변화(lateral equivalent)로 보았다.
| 지질시대                        | 충주 지질도폭 (1965)                         | 김옥준 (1968)                                         | 손치무 (1970) | 손치무 (1970)                                          | Reedman et al.(1973) | Reedman et al.(1973)                                  | Lee (1974)                               | Chough & Bahk (1992)                            | Lee (1995) | Lee (1995)                                   | 이민성 외 (1998)                             | 임순복 외 (2005, 06, 07)   | 최덕근 외 (2012) | 최덕근 외 (2012)                         |
| ------------------------------- | -------------------------------------------- | ----------------------------------------------------- | ------------- | ------------------------------------------------------ | -------------------- | ----------------------------------------------------- | ---------------------------------------- | ----------------------------------------------- | ---------- | -------------------------------------------- | -------------------------------------------- | -------------------------- | ---------------- | ---------------------------------------- |
| 트라이아스기                    | -                                            | -                                                     | -             | -                                                      | -                    | -                                                     | 황강리층                                 | -                                               | -          | -                                            | -                                            | -                          | -                | -                                        |
| 페름기 석탄기 데본기 실루리아기 | 문주리층 황강리층 명오리층 북노리층 서창리층 | -                                                     | 옥천층군      | 황강리층 운곡리층 서창리층 문주리층 미원층 대향산 규암 | -                    | -                                                     | -                                        | 문주리층 황강리층 한수 석회암 명오리층 북노리층 | -          | -                                            | 문주리층 황강리층 명오리층 북노리층 서창리층 | E 층 비봉층 C 층 B 층 A 층 | -                | -                                        |
| 페름기 석탄기 데본기 실루리아기 | 문주리층 황강리층 명오리층 북노리층 서창리층 | -                                                     | 충주층군      | 대향산층 계명산층                                      | -                    | -                                                     | -                                        | 문주리층 황강리층 한수 석회암 명오리층 북노리층 | -          | -                                            | 문주리층 황강리층 명오리층 북노리층 서창리층 | E 층 비봉층 C 층 B 층 A 층 | -                | -                                        |
| 오르도비스기 캄브리아기         | 조선계 고운리층                              | 조선 누층군                                           | 조선 누층군   | 조선 누층군                                            | 충주층군             | 삼태산층 계명산층 대향산층                            | 문주리층 대향산 규암 향산리 돌로마이트층 | 서창리층 계명산층 향산리 돌로마이트층 대향산층  | 덕평층군   | 명오리층 내사리층 황강리층 구룡산층 화전리층 | 고운리층 조선 누층군                         | F 층 황강리층              | -                | -                                        |
| 오르도비스기 캄브리아기         | 조선계 고운리층                              | 조선 누층군                                           | 조선 누층군   | 조선 누층군                                            | 충주층군             | 삼태산층 계명산층 대향산층                            | 문주리층 대향산 규암 향산리 돌로마이트층 | 서창리층 계명산층 향산리 돌로마이트층 대향산층  | 미원층군   | 운교리층 증평층                              | 고운리층 조선 누층군                         | F 층 황강리층              | -                | -                                        |
| 선캄브리아기                    | -                                            | 군자산층 황강리층 창리층 (서창리층+명오리층) 문주리층 | -             | -                                                      | 옥천층군             | 문주리층 황강리층 명오리층 북노리층 서창리층 고운리층 | 계명산층                                 | -                                               | -          | -                                            | -                                            | MV 층                      | 수안보층군       | 고운리층 명오리층 황강리층 문주리층      |
| 선캄브리아기                    | -                                            | 군자산층 황강리층 창리층 (서창리층+명오리층) 문주리층 | -             | -                                                      | 옥천층군             | 문주리층 황강리층 명오리층 북노리층 서창리층 고운리층 | 계명산층                                 | -                                               | -          | -                                            | -                                            | MV 층                      | 충주층군         | 대향산 규암 향산리 돌로마이트층 계명산층 |

## 청주시와보은군
보은 지질도폭(1977)에 의하면 창리층은 청주시 문의면 소전리와 보은군 회인면과 회남면 일대에 넓게 분포하며 문주리층을 정합으로 덮고 마전리층에 의하여 정합으로 덮인다. 창리층은 주로 흑색 점판암으로 구성되며 판상 석회질셰일, 수 매의 암회색, 청회색, 담청회색 결정질 석회암, 청회색 호상석회암 흑연질셰일이 협재된다.

### 청석굴
청주시 미원면 운암리(북위 36° 36′ 47.29″ 동경 127° 41′ 09.62″ / 북위 36.6131361°  동경 127.6860056° , 도로명주소: 청주시 미원면 운암3길 12-16)의 옥화9경 제1경 청석굴 동굴을 구성하는 암석은 창리층(또는 임순복 외의 C층)의 암회색 내지 흑색 세립사암 및 실트스톤, 흑색 셰일 그리고 이들에 협재된 석회암으로 구성되며 배사 습곡과 충상단층도 발달되어 있다.

### 용소
청주시 미원면 옥화리(북위 36° 36′ 38.66″ 동경 127° 41′ 52.26″ / 북위 36.6107389°  동경 127.6978500° )의 옥화9경 제2경 용소 일대에는 창리층의 절벽 노두(폭 70 m, 높이 10 m)가 드러나 있으며 이곳의 창리층은 암회색 사질천매암으로 구성되고 여러 차례의 변형을 받아 최소 2회 이상의 습곡과 단층이 발달하며 지층은 심하게 교란되어 있다.

### 천경대
청주시 미원면 옥화리(북위 36° 36′ 54.50″ 동경 127° 42′ 04.51″ / 북위 36.6151389°  동경 127.7012528° )의 옥화9경 제3경 천경대에는 달천 하천변에 창리층의 하식애가 있으며 창리층의 암회색 천매암과 점판암 그리고 석회암으로 구성된 노두에는 여러 차례 중첩된 습곡과 단층 구조를 관찰할 수 있다.

### 옥화대
청주시 미원면 옥화리(북위 36° 37′ 38.66″ 동경 127° 41′ 52.26″ / 북위 36.6274056°  동경 127.6978500° )의 옥화9경 제4경 옥화대에는 창리층의 암회색 천매암과 점판암, 석회암으로 구성된 하식애가 드러나 있으며 습곡과 단층 구조가 관찰된다.
옥화9경 청석굴과 천경대의 창리층
- 청석굴 부근의 창리층 절벽
- 청석굴 부근 암벽의 습곡구조
- 동굴 전경
- 동굴 내부
- 옥화9경 제3경 천경대

## 옥천군과 영동군

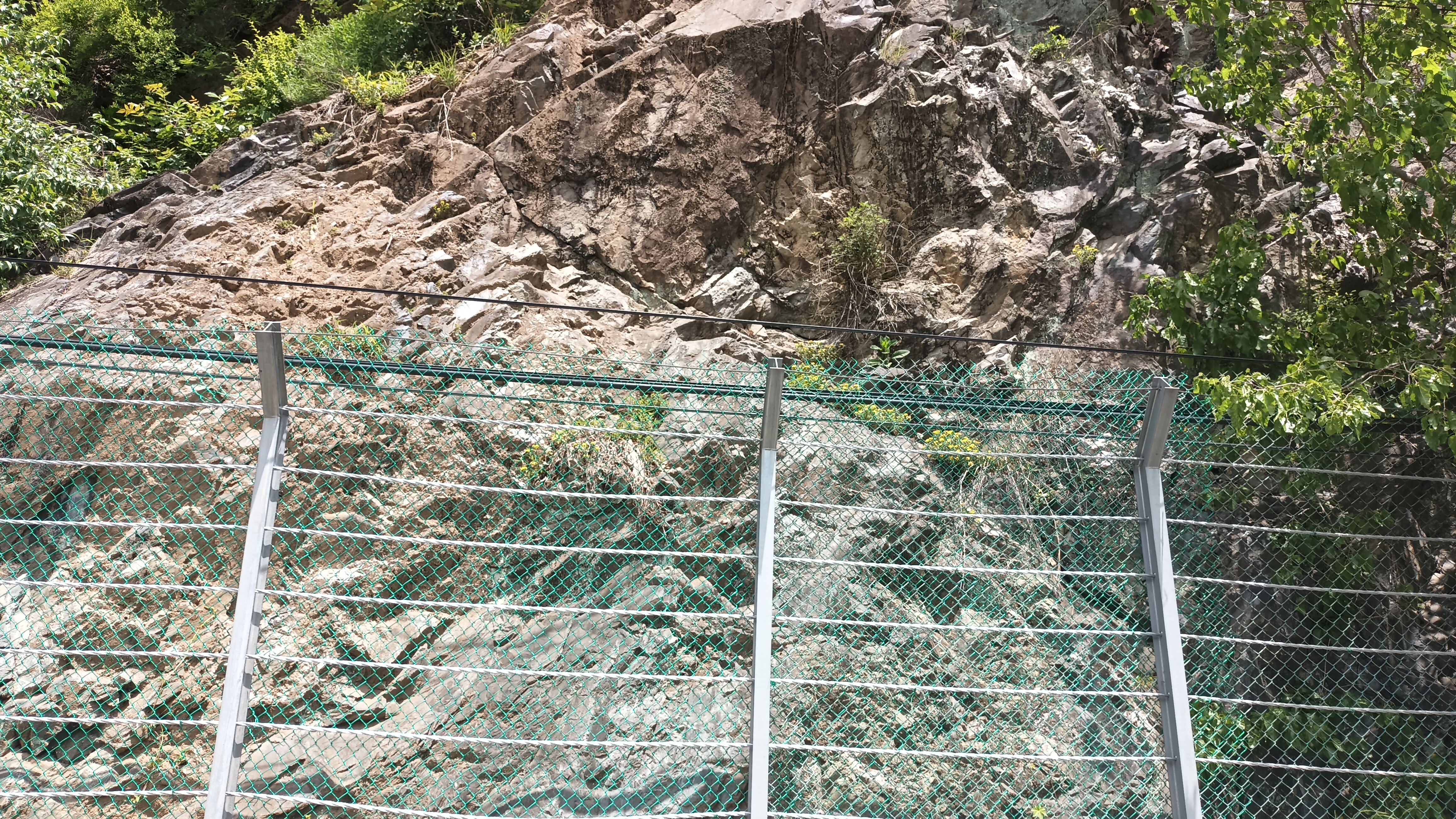
옥천 누층군 창리층, 옥천군 청성면 합금리

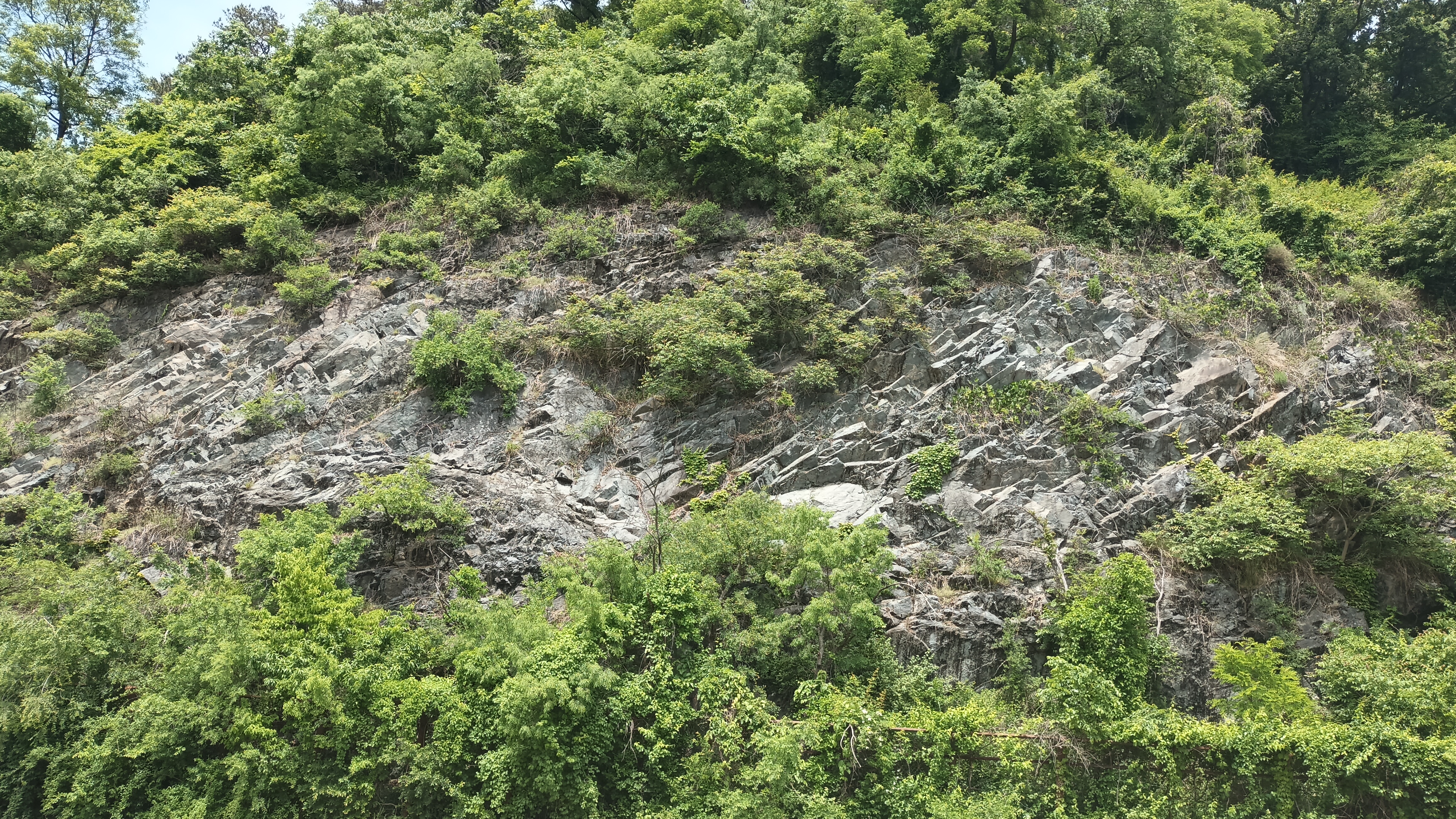
옥천군 동이면의 옥천 누층군 창리층, 구 경부고속도로 도로변

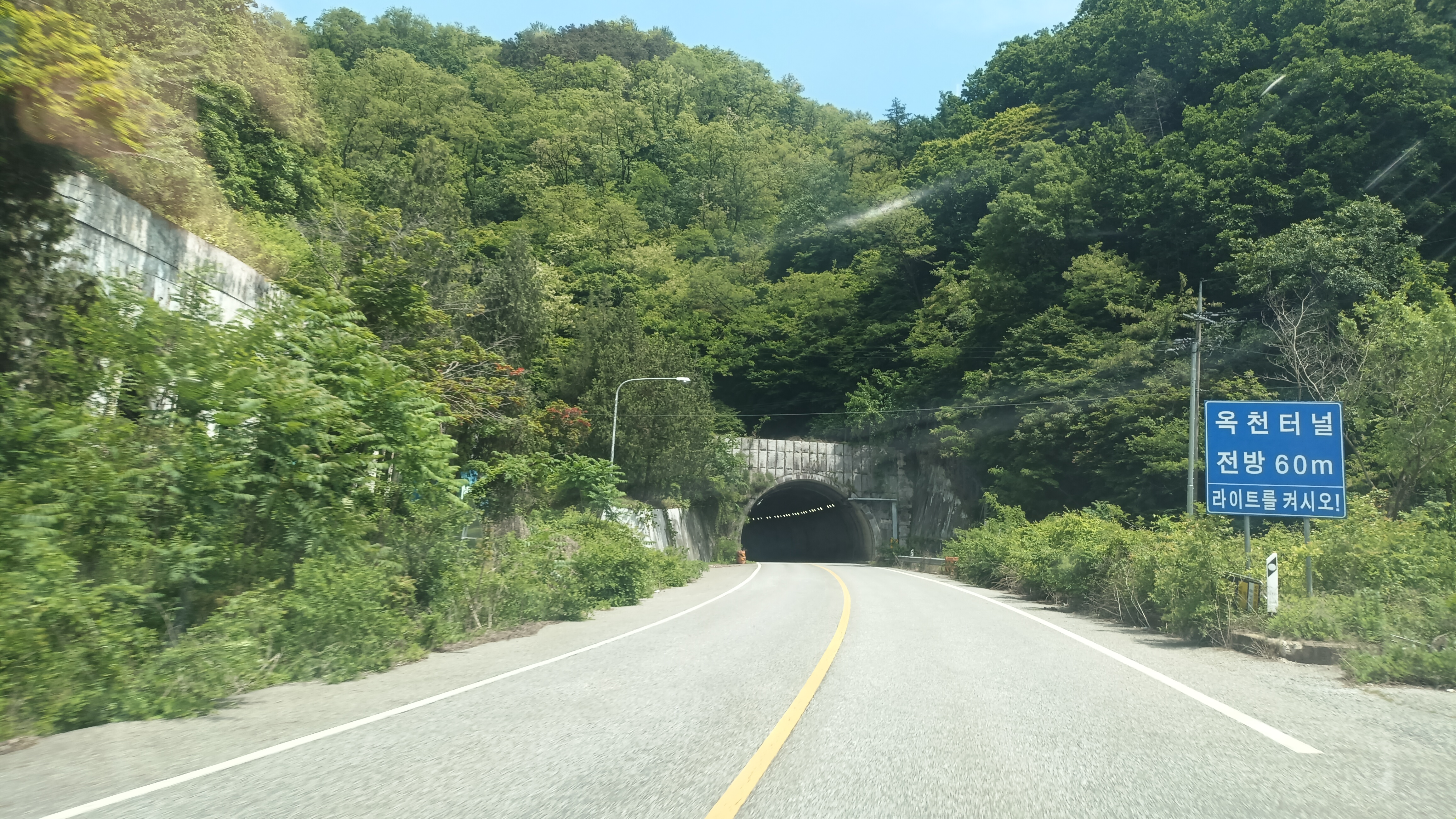
창리층을 뚫어 만든 옥천군 동이면의 구 경부고속도로와 옛 당재터널

옥천 지질도폭(1978)에 의하면 창리층은 옥천 누층군 최하위 지층으로 금강석회암에 의하여 덮이며 흑색천매암 및 흑색점판암으로 구성된다. 옥천군 군서면 자모리, 군북면 오동리지역은 흑색천매암이 우세하며 상부에 금강석회암이 있고 두 지역의 경계에 있는 산능선을 따라 함탄대가 발달한다. 그 남부의 옥천군 군서면 상지리~금산군 추부면 상지리 지역에서는 흑색 점판암이 우세하며 1매의 석회암과 3매의 함탄대를 협재한다. 마성산 일대에 분포하는 창리층은 북동 40°~동-서 주향을 가지며 흑색 천매암 및 흑색 점판암으로 구성된다. 상부에 금강석회암이 있으며 1매의 함탄대를 협재한다. 옥천군 안남면 지수리~동이면~금강휴게소 일대~영동군 심천면 일대에 넓게 분포하는 창리층은 대략 남-북 방향으로 분포하나 영동유원지 부근에서 동남동 방향으로 습곡되며 흑색 천매암, 흑색 점판암, 녹색암으로 구성되고 소규모의 석회암이 협재된다.

### 당재터널
당재터널, 현재의 옥천터널은 구 경부고속도로의 터널로 옥천군 동이면 우산리와 청성면 묘금리의 경계에 위치한다. 이 구간은 경부고속도로 건설 당시 최악의 난이도를 가진 공사 구간으로 당시 토목 기술로 연장 500 m 이상의 터널을 공사하는 것이 불가능해 골짜기 쪽 경로를 택하였다. 그러나 이 터널이 건설된 곳은 옥천 누층군 창리층의 (변성)퇴적암이 분포하는 곳으로, 기반암이 약해 터널 천장이 무너지는 낙반 사고가 13번이나 발생해 11명이 사망한 후에야 터널이 완성되었다. 현재 당재터널은 옥천터널로 이름이 바뀌고 대구방향 터널은 금강로 (옥천군) 도로로 지금도 사용되고 있으며 터널 일부는 민간에 임대되어 스마트팜 시설로 활용되고 있다.

## 대전광역시
대전 지질도폭(1980)에 의하면 마전리층을 부정합으로 피복하며, 상부의 대덕리층에 의해 정합적으로 덮이고 대전광역시 동구 삼괴동과 세천동에서 황강리층에 의해 부정합으로 덮이며 석영반암과 화강암에 의해 관입당했다. 편암, 천매암, 사질천매암 등으로 구성되며 하부에 결정질 석회암과 석탄층 및 우라늄이 부존된 탄질점판암이 협재된다.

### 만인산휴양림 탄질점판암 노두
대전광역시 동구 하소동 만인산휴양림 (N 36°12'02.4", E 127°27'01.0")의 산책로에는 우라늄이 함유된 창리층의 탄질점판암 노두가 드러나 있다.
만인산휴양림 창리층의 함우라늄 탄질점판암 노두
- 북위 36° 12′ 01.8″ 동경 127° 27′ 09.1″ / 북위 36.200500°  동경 127.452528°
- 북위 36° 12′ 03.5″ 동경 127° 27′ 10.6″ / 북위 36.200972°  동경 127.452944°

## 금산군
금산 지질도폭(1978)에 의하면 금산군 진산면, 남이면 북부, 완주군 운주면, 논산시 벌곡면 도산리와 수락리, 양촌면 오산리 일대에 넓게 분포하며 이는 지질 경계의 불규칙성과 습곡으로 반복되기 때문이다. 본 지층은 주로 흑색 천매암과 흑색 점판암으로 구성되며 흑색 변질셰일, 탄질셰일, 담회색 결정질석회암, 각섬암, 운모질천매암, 운모편암 등을 포함한다.
임순복 외(2006)는 금산군 진산면~복수면 지역에 분포하는 옥천 누층군 변성퇴적암을 비공식적으로 밑에서부터 F층, A층, B층, C층, 비봉층 5개 지층으로 구분하였다. 연구 결과 B층은 금산 지질도폭(1978)의 마전리층과 창리층의 일부에, C층은 대체로 마전리층 대부분과 창리층 일부에 해당한다고 해석하였다. C층에서 육상식물화석 Cordaites sp., Calamites sp., Rhipidopsis panii Chow가 산출되어, C층은 평안 누층군 삼척탄전의 금천층 또는 영월탄전의 판교층~밤치층에 대비되었다.

### 금산 진산금광산
금산 진산금광산은 충청남도 금산군 진산면 석막리(북위 36° 06′ 00″ 동경 127° 21′ 11″ / 북위 36.10000°  동경 127.35306° )에 위치한 열수맥상광상이다. 광산 일대의 지질은 옥천층군에 속하는 마전리층, 창리층, 문주리층, 오대산층과 이를 부정합으로 덮는 서대산 응회암 그리고 후기에 이들을 관입한 화강암과 백악기 석영반암으로 구성된다. 이 광산은 창리층 내에 발달되는 열극을 충진하여 형성된 전형적인 맥상광상으로 이곳에 발달하는 함금석영맥은 주로 북서 10~25° 및 북동 5~20°방향으로 발달하며 맥폭은 0.1~0.5 m이다. 진산광상에는 이 석영맥들을 따라 신갱, 특호맥, 본갱, 양하판 4개 갱도가 개발되어 있다. 주요 광물은 황철석, 황동석, 자류철석, 섬아연석, 방연석, 백철석 및 호박금(에렉트럼)이며 휘동석이 수반된다. 금은 연노랑색의 호박금의 형태로 산출되며 석영 내에서 둥근 형태를 띠거나 간간히 석영 입자 사이를 충진한다.

## 익산시
익산시 왕궁면 동용리와 완주군 봉동면 제내리와의 경계 지역에 위치한 성묘산 주변에 분포한다. 주로 흑색 점판암, 석영·견운모 편암 및 흑운모 편암으로 구성되며 결정질 석회암과 규암이 협재되어 있다. 결정질 석회암은 문주리층에 비해서 매우 희소하나 양촌면 평촌 부근 문주리층과의 경계부에 가까운 곳에서는 2~3매의 석회암이 2~5 m 두께로 흑색 점판암과 교호하며 주향방향의 연속성은 미약하다.

## 같이 보기
- 옥천 누층군
- 향산리 돌로마이트질 석회암층
- 서창리층
- 문주리층
- 북노리층
- 황강리층
- 청주시의 지질
- 보은군의 지질
- 옥천군의 지질
- 대전광역시의 지질
- 논산시의 지질
- 금산군의 지질
- 익산시의 지질